# Anomalon reticulatum
Anomalon reticulatum là một loài tò vò trong họ Ichneumonidae.